# Blue Rodeo
Blue Rodeo — канадская рок-группа, в музыке которой сочетаются элементы фолк-рока, рок-н-ролла, рокабилли и кантри. Основана в 1984 году в Торонто музыкантами Джимом Кадди, Грегом Килором, Бобом Уайзменом (фортепиано), Бэзилом Донованом (бас-гитара) и Кливом Андерсоном (ударные). Первый альбом, Outskirts, вышел в 1987 году, сингл из этого альбома «Try» и видеоклип на эту песню принесли коллективу две премии «Джуно». Группа на протяжении более трех десятилетий сохраняла высокую концертную активность (на раннем этапе давая до 250 концертов в год) и выпустила более двух десятков альбомов, многие из которых получили золотой и платиновый статус в Канаде. Получала премию «Джуно» как группа года в Канаде в 1989—1991, 1996 и 2008 годах. В 2009 году удостоилась звезды на Аллее славы Канады, в 2012 году включена в Зал славы канадской музыки, а в 2014 году удостоена Премии генерал-губернатора.

## История
У истоков создания группы стояли школьные друзья и сочинители песен Джим Кадди и Грег Килор. Их предшествующая совместная музыкальная карьера включала выступления в группах Hi-Fi’s (Торонто, 1978—1981) и Fly to France (Нью-Йорк, 1984). Вернувшись в Торонто в 1984 году, они сформировали новый музыкальный коллектив с участием джазового клавишника-самоучки Боба Уайзмена, басиста Бэзила Донована и ударника Клива Андерсона.
Дебют Blue Rodeo состоялся в феврале 1985 года в торонтском клубе Rivoli. Первое время новая группа выступала в барах и клубах в районе торонтской Куин-стрит, а позже в других населенных пунктах Канады (в том числе на периферии — в резервации на острове Манитулин, в Черчилл-Фолс на Лабрадоре, во Фробишер-Бее на Баффиновой Земле) и США. С первых лет график выступлений был очень плотным, достигая 250 концертов в год. Стиль Blue Rodeo сформировался под влиянием американской фолк-музыки и включал элементы фолк-рока, рок-н-ролла, рокабилли и кантри. В прессе группу в первые годы сравнивали с коллективом The Band.
Исполнителями заинтересовался канадский лейбл Risque Disque, на котором в 1987 году вышел их первый альбом Outskirts. При поддержке канадского филиала Warner Music Group диск разошёлся тиражом свыше 200 тысяч экземпляров, став в Канаде дважды платиновым, а сингл Try поднялся на первое место в канадском чарте и принёс группе её первые премии «Джуно» — за сингл года и музыкальное видео года. Успехом пользовались также титульный сингл альбома и песня «Rose Coloured Glasses».
После успеха первого альбома Blue Rodeo приняли участие в туре канадской исполнительницы k.d. lang как группа на разогреве. Они также продолжали выпускать новые альбомы. Второй диск группы Diamond Mine вышел в 1989 году, хитами стали заглавная песня и композиция «How Long», а Blue Rodeo впервые завоевали «Джуно» в номинации «группа года». И этот, и следующий альбом (Casino, 1990) разошлись платиновыми тиражами, а суммарный тираж пяти альбомов, выпущенных с 1989 по 1995 год, превысил 1,5 млн экземпляров. Самым коммерчески успешным (шестикратная платиновая сертификация) стал альбом 1993 года Five Days in July с хитами «Bad Timing», «Hasn’t Hit Me Yet» и «5 Days in May». Начиная с третьего альбома коллектив записывался уже не на Risque Disque, а непосредственно на Warner Canada. В этот период Blue Rodeo также приняли участие в фильме «Открытки с края бездны» с участием Мерил Стрип, что способствовало росту их популярности. «Джуно» как группа года они завоевывали ещё дважды подряд — в 1990 и 1991 годах, а в 1996 году стали группой года в четвёртый раз.
Постепенно состав группы менялся, неизменным оставался только костяк из Кадди, Килора и Донована. В 1990 году завершил музыкальную карьеру барабанщик клив Андерсон, на смену которому пришёл Марк Френч. К выходу альбома Lost Together (1992) к группе присоединились ударник Гленн Милчем и гитарист Ким Дешан (последний оставался в составе Blue Rodeo до 1999 года, когда в свою очередь уступил место Бобу Игану), а после него коллектив оставил Боб Уайзмен. С середины 1990-х годов сразу несколько участников группы занялись сольными проектами. В частности, Килор стал исполнительным продюсером альбома Pine Ridge: An Open Letter to Allan Rock, выпущенного в поддержку находившегося в заключении политического активиста Леонарда Пелтиера и включавшего песни самого Килора, Кадди, Уайзмена и ещё ряда исполнителей. И Килор, и Кадди выпустили по несколько сольных альбомов (в числе записей последнего были золотые диски All In Time и The Light That Guides You Home, вышедшие в 1998 и 2006 годах), с сольными проектами также выступили такие члены группы, как Бэзил Донован, Гленн Милчем, Боб Иган, гитарист Колин Криппс и мультиинструменталист Джим Боускилл.
В 2004 году вышел DVD Blue Rodeo in Stereovision, содержавший записи отдельных концертных выступлений. Он удостоился премии «Джуно» за лучший музыкальный DVD на церемонии 2005 года. В середине 2000-х годов группа выпускала новые альбомы на лейбле WEA International. В это время с ней расстался клавишник Джеймс Грей, на чье место пришёл Боб Паквуд, а в 2009 году — Майк Богуски. Альбом 2007 года Small Miracles принёс коллективу на следующий год пятую премию «Джуно» группе года.
В 2009 году на Аллее Славы Канады была открыта звезда Blue Rodeo, а спустя три года группа, чьи суммарные продажи к этому времени превысили 4 миллиона экземпляров, а количество полученных премий «Джуно» достигло 11, была включена в Зал славы канадской музыки. В 2014 году Blue Rodeo стали лауреатами Премии генерал-губернатора за карьерные достижения. Группа продолжала выступать и записывать музыку и после этого — уже в 2020-е годы вышел её очередной студийный альбом Many A Mile.

## Дискография

### Студийные альбомы
- 1987 — Outskirts
- 1989 — Diamond Mine
- 1990 — Casino
- 1992 — Lost Together
- 1993 — Five Days in July
- 1995 — Nowhere to Here
- 1997 — Tremolo
- 2000 — The Days in Between
- 2002 — Palace of Gold
- 2005 — Are You Ready
- 2007 — Small Miracles
- 2009 — The Things We Left Behind
- 2013 — In Our Nature
- 2014 — A Merrie Christmas to You
- 2016 — 1000 Arms
- 2021 — Many a Mile

### Концертные альбомы
- 1999 — Just Like a Vacation
- 2006 — Blue Rodeo Live in Stratford
- 2008 — Blue Road
- 2015 — Live At Massey Hall

### Сборники
- 2001 — Greatest Hits
- 2012 — Blue Rodeo: 1987—1993